# John Stanton Fleming Morrison
John Stanton Fleming Morrison (* 17. April 1892 in Deal; † 28. Januar 1961 in Farnham) war ein englischer Golfarchitekt und Hauptvertreter des Goldenen Zeitalters der Golfarchitektur.

## Leben
J. S. F. Morrison besuchte zwischen 1912 und 1920 das Trinity College in Cambridge, wo er neben Fußball und Cricket auch Golf spielte und es bis zum Kapitän des Teams brachte. Im Ersten Weltkrieg war er für den Royal Flying Corps und den Royal Naval Air Service als Pilot im Einsatz, neben einigen militärischen Auszeichnungen wird ihm auch eine der ersten Landungen auf einem Flugzeugträger zugeschrieben. Nach Beendigung seines Studiums der Jura und Geschichte wurde er Golfarchitekt und veröffentlichte in der Zeitschrift Country Life sowie ein Buch namens „About Golf“.
Als Amateurgolfer konnte Morrison einige Erfolge feiern, so gewann er 1929 beispielsweise die Belgian Open Amateur Championship. Aber auch im Fußball und Cricket blieb er aktiv und bestritt Wettkämpfe auf nationaler Ebene. Henry Longhurst beschrieb ihn als fit, furchtlos und von massiver Statur.
1922 trat Morrison dem Sunningdale Golf Club bei, wo er Harry Colt kennenlernte, der gerade den New Course baute. Ein Jahr später wurde er von diesem als Partner aufgenommen und ab 1928 fungierte er als Director von Colt Alison & Morrison Ltd. Morrison und Charles Hugh Alison erhielten je 100 Anteile, während der renommiertere Colt die restlichen 800 der ausgegebenen Aktien beanspruchte. Ab 1952, nach dem Tod seiner Partner, führte er die Firma bis an sein Lebensende alleine weiter.
Im Zweiten Weltkrieg war er für die Royal Air Force als Ausbilder tätig und erreichte den Rang eines Group Captain.

## Werk
Stilistisch unterschied sich Morrisons Arbeit kaum von der Colts, aber eine besondere Bedeutung kommt ihm für die Entwicklung der Golfarchitektur in Deutschland zu. Zusammen mit Harry Colt schuf er dort die ersten Plätze internationalen Standards, die insbesondere Bernhard von Limburgers spätere Entwürfe prägten.
Unter anderem gehörten dazu der Frankfurter GC (1928), der Aachener GC (1927), der Lübeck-Travemünder GC (1928, heute großteils verändert), der GC Bergisch-Land (1929), der Hamburger GC Falkenstein (1930) und einige Layouts in Ostdeutschland (Chemnitz, Sachsen, Saalfeld), die zu Zeiten des DDR-Regimes untergingen. 1957 folgte noch der Hamburger Land- & Golf-Club Hittfeld. Daneben war Morrison auch in Frankreich tätig (Hossegor 1930, St. Cloud Jaune 1930) sowie in Wales (St Mellons 1936) und Italien (Circolo Golf Torino „La Mandria“ 1956, GC Biella „Le Betulle“ 1958). Sein bedeutendstes Redesign war der Prince’s Golf Club (1950 mit Sir Guy Campbell), der im Zweiten Weltkrieg weitgehend zerstört worden war. Kleinere Umgestaltungen nahm er u. a. vor in Royal Lytham & St. Anne’s (1935), Royal Cinque Ports (1939), Royal Portrush (1946), West Surrey (1948), Moortown (1950), The Berkshire (1955) und Royal Troon (1957).